# Onseepkans
Onseepkans est une petite ville située près du fleuve Orange à Cap-Nord en Afrique du Sud. Elle est située entre Pofadder (en) et Keetmanshoop près de la frontière avec la Namibie.